# Clã Kaji
O Clã Kaji (加地氏, Kaji-shi), um ramo do Clã Sasaki, que governou militarmente inicialmente Echizen e depois Bizen, através do cargo de Shugo. 

## Origem
O Clã foi iniciado por Sasaki Moritsuna, o terceiro filho de Sasaki Sadatsuna . Também conhecido como Kaji Moritsuna.
O nome Kaji foi tomado do Castelo Kaji (加地城, Kaji-shiro) na  Província de Niigata (新潟県, Niigata-ken) comandado por Moritsuna

## Lideres do Clã
- Sasaki Moritsuna
- Kaji Nobuzane
- Kaji Sanehide
- Kaji Sanetsuna
- Kaji Nagatsuna
- Kaji Tokitsuna
- Kaji Tokishu
- Kaji Shishu
- Kaji Tasukushu
- Kaji Hoshu
- Kaji Hiroshishu
- Kaji Harutsuna
- Kaji Hidetsuna
- Kaji Kagetsuna
- Kaji Nobuhiro

### Genealogia
```
       
Clã Sasaki

　　　　　　┃
　 
Sasaki Moritsuna

　　　　　　┃
　　 
Kaji Nobuzane

　　　　　　┃
          ...

　　　　　　┃
　　 　 Nobuhiro
```